# Albert Biesbrouck
Albert Biesbrouck (Roeselare, 27 maart 1917 - aldaar, 9 juni 1981) was een Belgisch CVP-politicus. Hij was onder meer schepen en burgemeester in de stad Roeselare.

## Jeugd
Albert Biesbrouck was de zoon van Gustaaf (1873-1955) en Maria Vanneste (1876-1954), als jongste van vier. Kort na zijn geboorte diende het gezin Roeselare te verlaten door de Eerste Wereldoorlog. Ze verbleven er in Buggenhout, waar de baby Albert doodziek werd en nauwelijks overleefde. Al op zijn veertiende ging Albert Biesbrouck werken als magazijnier in een atelier voor dameskledij. Hij was sportief en deed aan voetballen, turnen en zelfs boksen.

## Christelijk Vakverbond
Met zestien jaar werd hij lid van de KAJ (Katholieke Arbeiders Jeugd), gesticht door de latere kardinaal Jozef Cardijn. In 1934 werd hij afdelingsvoorzitter en in 1935 vrijgestelde voor het Christelijk Vakverbond. Tijdens de Tweede Wereldoorlog werden de KAJ-propagandist en de Verbondsvoorzitter door de Duitsers opgepakt. Biesbrouck nam hun taken over. In 1940 werd hij voorzitter en van 1942 tot 1944 verbondspropagandist.
In 1941 kwam hij in dienst van de Ziekenbond 'Broederliefde' van de Christelijke Mutualiteit. Van 1945 tot 1977 was hij er secretaris en afgevaardigde. Vanuit deze functie bouwde hij een grote populariteit bij de Roeselaarse bevolking op. Hij werd door de lokale ACW aanzien als de 'kampioen van het dienstbetoon'. Van 1954 tot 1980 was hij ook de voorzitter van het ACW-Roeselare (Algemeen Christelijk Werkersverbond). Daarnaast was hij in 1951 betrokken bij de oprichting van deKBG in Roeselare. Hij werd de eerste voorzitter van de KWB op de Heilig-Hartparochie en later ook in de KWB van de Sint-Jozefsparochie. Hij stond heel dicht bij de plaatselijke clerus.

## Politieke carrière
Biesbrouck was in 1945 betrokken bij de oprichting van de CVP-afdeling Roeselare. Hij was lid van het dagelijks bestuur. Hij werd door de partij in 1947 aangesteld als lid van de Commissie voor Openbare Onderstand. Hij bleef in die commissie tot 1958. In 1952 werd hij op de CVP-lijst verkozen als gemeenteraadslid. Na de volgende verkiezing werd hij in 1959 schepen. Tot zijn bevoegdheden behoorden burgerlijke stand en sport, een van zijn jeugdpassies. Biesbrouck werd daarmee een van de eerste Belgische schepenen van sport. Heel wat van zijn realisaties als schepen hebben dan ook met sport te maken. Hij realiseerde de oprichting van het Stedelijk Sportstadion in de Spanjestraat in 1963 en een overdekt zwembad in het begin van de jaren 1970. Hij ligt ook aan de grondslag van de Expo- en Sporthallen op Schiervelde. In 1973 werd onder zijn bewind gestart met een sportraad en de ontvangst van verdienstelijke sporter en club en de overhandiging van sporttrofeeën. In 1974 bekwam de stad de titel van 'sportgemeente'.
Hij was provincieraadslid van 1968 tot 1977.
Op 1 januari 1977 werd hij burgemeester van de stad Roeselare als opvolger van Robert De Man die omwille van zijn leeftijd met de politiek stopte. Biesbrouck werd door de partij aangesteld door zijn grote populariteit bij de bevolking. Biesbrouck werd de eerste burgemeester van de nieuwe fusiegemeente Roeselare waartoe ook Rumbeke en Oekene behoorden. Zo moest hij voortdurend de belangen van de deelgemeenten behartigen, gezien die tegen de fusie waren. In zijn college zaten enkel partijgenoten gezien de CVP na twee legislaturen met coalitepartner nog eens de absolute meerderheid had gehaald. Biesbrouck was er ook in geslaagd de afgescheurde middenstand terug bij de partij te betrekken. Biesbrouck werd tijdens zijn bewind ziek en zou enkele maanden van de zijlijn moeten toekijken. Hij overleed op 9 juni 1981 waarop hij opgevolgd werd door de jonge ACW-schepen Daniël Denys. 
Het bewind van Biesbrouck als burgemeester was kort. Zijn belangrijkste verwezenlijkingen kon hij realiseren binnen de ploeg als schepen. Onder zijn bewind werden enkele stadsprojecten gefinaliseerd zoals de opening van het nieuwe station, het stedelijk rustoord 'Ten Hove', het dienstencentrum 'Ten Elsberghe'. De Grote Markt werd heraangelegd in 1979. In 1980 werd de stad nog eens 'sportgemeente'. Zijn portret als burgemeester door Jozef Seaux hangt in het stadhuis van Roeselare naast die van de andere burgervaders uit de stad. Er is in Roeselare een Albert Biesbrouckstraat.  

## Andere mandaten
- lid van het College van Commissarissen van Inelgas vanaf begin jaren 1960, vanaf 1977 beheerder
- beheerder in West-Vlaamse Brandweerschool
- beheerder in de afvalverwerkingsintercommunale IVRO
- beheerder in sociale bouwmaatschappij 'De Mandel'
- vertegenwoordiger van de stad in kredietmaatschappij 'Voor ons Volk' (vanaf 1965)
- voorzitter Raad van Beheer van WIER (Westvlaamse Intercommunale voor Economische Expansie en Reconversie) (vanaf 1978)